# Langley Priory (parish)
Langley Priory var en civil parish 1858–1936 när det uppgick i Isley cum Langley i grevskapet Leicestershire i England. Civil parish var belägen 10 km från Ashby-de-la-Zouch och hade 16 invånare år 1931.